# Шерги

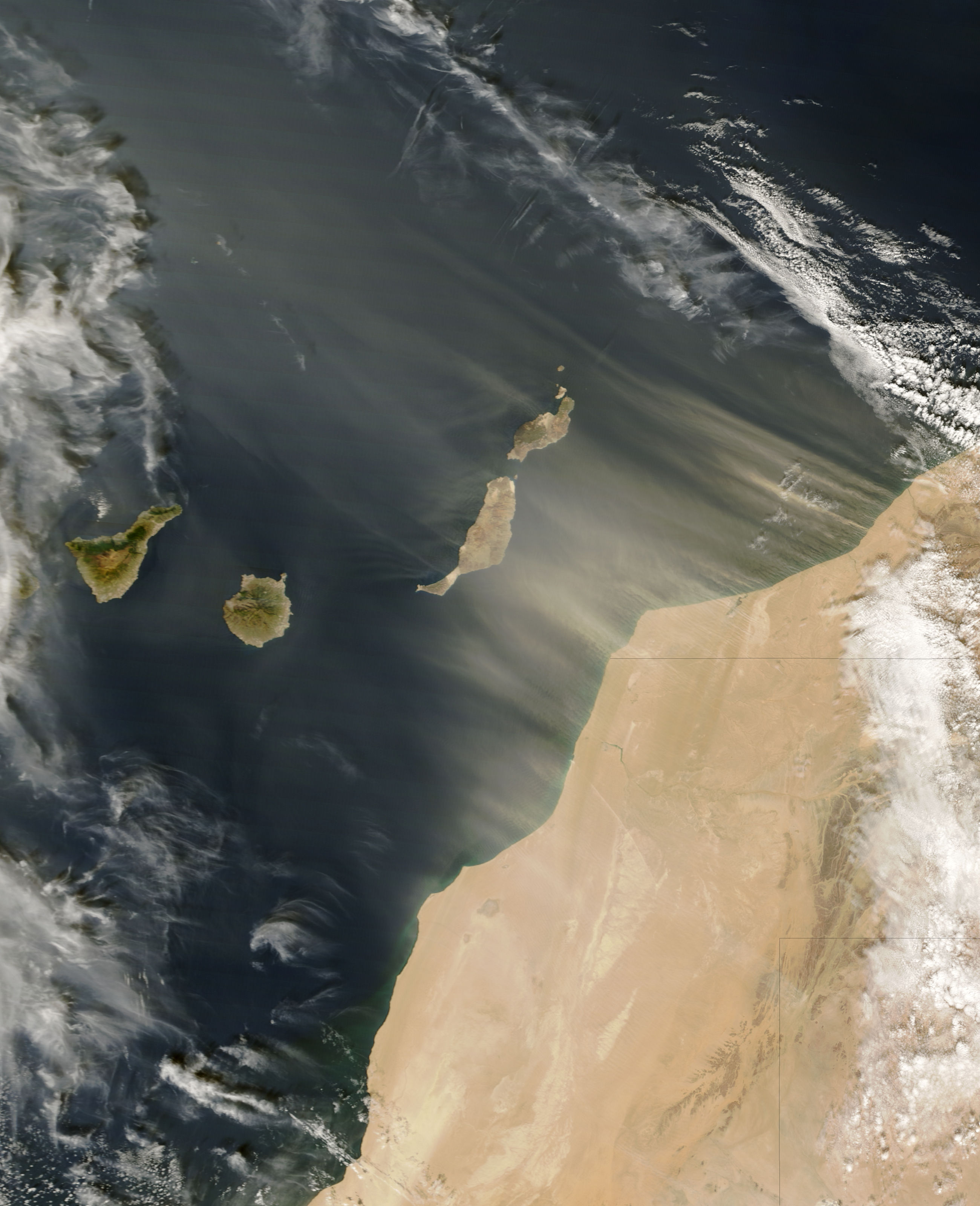
Спутниковый снимок побережья Марокко и Канарских островов. На фоне Атлантического океана отчётливо виден пыльный ветер шерги, дующий из Сахары

Шерги́ (от араб. الشرق‎ (шарк — восток)) — восточный или юго-восточный местный ветер в Марокко, дующий со стороны Сахары. Крайне сухой, жаркий и пыльный характер придаёт ему сходство с ветром сирокко, распространённым в Средиземноморье. С точки зрения синоптиков шерги уникален благодаря своему отличному от сирокко восточному направлению и происхождению. Последнее во многом обязано взаимодействию с горным хребтом Атласских гор, в связи с чем шерги относят к фёнам.
Чаще всего шерги дует в июле и августе. В период шерги, который может длиться несколько дней, температура на атлантическом побережье Марокко повышается на 10 и более градусов, часто превышая 40 градусов. Порой пыльный ветер смешивается с каплями дождя, загрязняя всё на своём пути. Клубы пыли и мелкого песка устремляются в Атлантический океан, достигая Канарских островов.